# Keiji Suzuki
Keiji Suzuki (Joso, 3 juni 1980) is een voormalig Japans judoka. Suzuki zijn grootste succes behaalde hij met winnen van olympisch goud in het zwaargewicht in Athene. Suzuki werd zowel in het zwaargewicht als in de open klasse eenmaal wereldkampioen. Bij Suzuki tweede olympische optreden nam hij deel aan de halfzwaargewichten waarin hij door de latere olympisch kampioen Tuvshinbayar Naidan naar de herkansingen werd verwezen waarin hij gelijk werd uitgeschakeld. Suzuki is viervoudig Japans kampioenschap judo.

## Resultaten
- Aziatische Spelen 2002 in Busan  in het halfzwaargewicht
- Wereldkampioenschappen judo 2003 in Osaka  in de open klasse
- Aziatische kampioenschappen judo 2004 in Almaty  in het zwaargewicht
- Olympische Zomerspelen 2004 in Athene  in het zwaargewicht
- Wereldkampioenschappen judo 2005 in Caïro  in het zwaargewicht
- Olympische Zomerspelen 2008 in Peking herkansingen in het halfzwaargewicht
- Aziatische kampioenschappen judo 2009 in Taipei  in het zwaargewicht
- Wereldkampioenschappen judo 2010 in Tokio  in de open klasse
- Wereldkampioenschappen judo 2011 Open klasse in Tjoemen  in de open klasse

1964: Isao Inokuma ·
1972: Wim Ruska ·
1976: Serhei Novikov ·
1980: Angelo Parisi ·
1984: Hitoshi Saito ·
1988: Hitoshi Saito ·
1992: Davit Chachaleisjvili ·
1996: David Douillet ·
2000: David Douillet ·
2004: Keiji Suzuki ·
2008: Satoshi Ishii · 
2012: Teddy Riner · 
2016: Teddy Riner · 
2020: Lukáš Krpálek · 
2024: Teddy Riner
- CiNii: DA17351418
- Bibliotheek van het Japanse parlement: 01188105
- Virtual International Authority File: 255261849